# Loops (album)
Loops is het vijfde album van de Britse gitarist Tony Harn. Bij het vorige album kon nog verwezen worden naar de stijlgenoten van Harn. Dat is bij dit album niet mogelijk. Het lijken improvisaties, de stijl van Pat Metheny is af en toe hoorbaar, maar veel minder duidelijk dan op het vorige album. Het album bestaat uit een twaalftal loops genoemd naar de maanden waarin zij zijn opgenomen.

## Musici
- Tony Harn – alle instrumenten

## Composities
1. january loop (14 januari)
2. february loop (18 februari)
3. march loop (11 maart)
4. april loop (5 april)
5. may loop (4 mei, 5 mei en 6 mei
6. june loop (3 juni)
7. juli loop (4 juli)
8. augustus loop (4 augustus)
9. september loop (2 september)
10. october loop (6 oktober)
11. november loop (4 november)
12. december loop (2 december)
13. 13e maand???(het album bevat 13 tracks).